# قره‌حاجی‌لی (دینار)
قره‌حاجی‌لی (به ترکی استانبولی: Karahacılı) یک منطقهٔ مسکونی در ترکیه است که در دینار (شهر) واقع شده‌است.